# 베네수엘라 U-20 축구 국가대표팀
베네수엘라 U-20 축구 국가대표팀(스페인어: selección de fútbol sub-20 de Venezuela)은 베네수엘라를 대표하는 20세 이하의 축구 국가대표팀으로  베네수엘라의 축구 관리 기관인 베네수엘라 축구 연맹의 관리를 받는다.

## 국제 대회 경력

### FIFA U-20 월드컵
FIFA U-20 월드컵 본선에는 2번 참가하여 이 중 2017년 대회에서 준우승을 차지하며 베네수엘라 축구 역사상 FIFA 주관 대회 역대 최고 성적을 거두었다.

### CONMEBOL U-20 챔피언십
CONMEBOL U-20 챔피언십에는 26번 참가하여 이 중 1954년과 2017년 대회에서 3위의 성적을 거두었고 2009년 대회에서는 4위의 성적을 기록했다.